# Tubulicrinis incrassatus
Tubulicrinis incrassatus är en svampart som beskrevs av Hallenb. 1978. Tubulicrinis incrassatus ingår i släktet stiftskinn och familjen Tubulicrinaceae.   Inga underarter finns listade i Catalogue of Life.